# Hesitation of Light
Hesitation of Light er et kunstværk skabt af Signe Klejs, det er en lysinstallation, der belyser ringgadebroen fra 1938. Indvielsen af værket fandt sted den 12. januar 2017 og er en del af Aarhus’ værtskab som Kulturhovedstad.
Lysinstallationen skabes ved at kameraer optager himlens farver i et givent tidsrum omkring solnedgang. Himlens farver analyseres via software og distribueres til omkring 200 lamper, der er rettet mod broens syv buer, der dermed iklædes naturens egen lyssætning, bestemt af solnedgangens farver.. Værket vil på grund af sin størrelse være en del landskabet og byens arkitektur.
Hesitation of Light har taget navn efter den aarhusianske astronom Ole Rømers opdagelse fra 1675 af Lysets tøven. Aarhus Kommune driver som minimum Hesitation of Light frem til 2023.

## Eksterne henvisning
- Wikimedia Commons har flere filer relateret til Hesitation of Light
- jutlandstation.dk
- Nu lyser Ringgadebroen hver aften indtil 2023 | Kultur | stiften.dk
- Lysets Tøven, Aarhus Katedralskole | gjesing.org Arkiveret 4. februar 2017 hos  Wayback Machine "Lysets tøven" af Astrid Gjesing